# Ернст Саксен-Майнінгенський
Ернст Бернгард Віктор Георг Саксен-Майнінгенський (нім. Ernst Bernhard Victor Georg von Sachsen-Meiningen; 27 вересня 1859 — 29 грудня 1941) — принц Саксен-Майнінгенський з Ернестинської лінії Веттінів, титулярний герцог Саксен-Майнінгену у 1928—1941 роках, син герцога Саксен-Майнінгену Георга ІІ та принцеси Феодори Гогенлое-Лангенбурзької. Успадкував титул та головування в родині після свого брата Бернхарда. Через морганатичний шлюб із донькою письменника не міг передати титул нащадкам.
Художник, автор відомого портрета батька. Почесний доктор філософії Єнського університету.
Учасник Першої світової війни. Полковник німецької армії.

## Біографія

### Дитинство та юність
Народився 27 вересня 1859 року у Майнінгені. Став первістком в родині спадкоємного принца Саксен-Майнінгену Георга та його другої дружини Феодори Гогенлое-Лангенбурзької, з'явившись на світ за одинадцять місяців після їхнього весілля. Мав старшого єдинокровного брата Бернхарда та сестру Марію Єлизавету від першого шлюбу батька. Згодом у нього з'явився молодший брат Фрідріх. Ще один брат прожив лише кілька днів. Саксен-Майнінгеном в той час правив їхній дід Бернхард II. У вересні 1866 році, після його зречення, батько став правителем герцогства.
Мешкало сімейство в замку Елізабетхенбург у Майнінгені. Літньою резиденцією був замок Альтенштайн у Тюринзькому лісі. Інколи відпочивали віллі Карлотта на озері Комо. Шлюб батьків не був гармонійним, матір намагалася більше часу проводити на своїй батьківщині. Втім, Ернст був улюбленцем батька через свої художні смаки та здібності.
Феодора померла від скарлатини, коли старшому сину було 12 років. Батько наступного року узяв морганатичний шлюб з акторкою Еллен Франц.
До 1880 року освітою Ернста та Фрідріха займався німецький педагог Генріх фон Еґелінґ. Окрім цього, принц від 1873 року відвідував «Вітцумський інститут» у Дрездені, а згодом — гімназію в Гільдбурггаузені, де здав іспити.
У 1875 році в нього закохалася старша від нього на рік принцеса Августа Вікторія Аугустенбурзька, яка проводила зиму в Готі. Батьки, однак, припинили їхні стосунки. Дівчина за шість років стала дружиною принца Вільгельма Прусського, майбутнього імператора Німеччини. Ернст в цей час завершував свою освіту у Лейпцигу. До цього він вже вивчав право у Боннському та Страсбурзькому університетах. У 1882 році, після певного часу, проведеного у Франції, почав у Потсдамі військову службу в кавалерії, яка тривала до 1885 року.
У 1884 році Ернст зайнявся вивченням живопису у Мюнхені. У Майнінгені, Бремені, Мюнхені та Нідерландах він мав зустрічі з відомими художниками. Франц фон Ленбах, Артур Фітгер та Адольф фон Гільдебранд були його вчителями. Від 1885 року принц мав власну студію в Мюнхені, а за три роки — презентував перші портрети свого авторства. Багато подорожував з мюнхенськими художниками, своїм братом Бернхардом та навіть із батьком і його дружиною у 1890 році, коли вони здійснили мандрівку до Греції та Константинополя.

### Шлюб

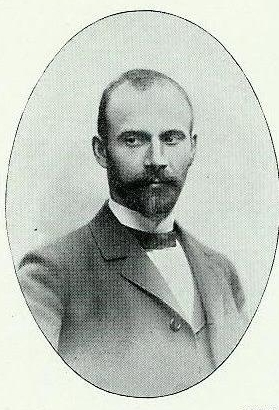
Світлина Ернста роботи фон Врангеля

Перед своїм 33 днем народження узяв морганатичний шлюб із 18-річною Катаріною Єнсен, молодшою донькою письменника Вільгельма Єнсена. Нареченій було даровано титул баронеси фон Заальфельд. Майбутні нащадки пари не мали права наслідувати престол Саксен-Майнінгена й отримували титул барона чи баронеси фон Заальфельд. Ернст своє місце в лінії престолонаслідування зберігав. Вінчання відбулося 20 вересня 1892 у Мюнхені. У подружжя народилося шестеро дітей
Дружина розділяла його художні смаки та інтелектуальні переконання. Разом вони переїхали до Флоренції. У 1898 році оселилися у Франкфурті-на-Майні, а в 1900 році — повернулися до Мюнхена. Період до 1914 року виявився найбільш продуктивним для Ернста як художника. Він багато подорожував, писав портрети та фрески у різноманітних місцях. Серед його робіт того часу: фрески на віллі Карлотта, дизайн нового театру у Майнінгені, портрети професора Хільдебранда, скульптора Ремера, курфюрста Йоганна Фрідріха, численні картини для оздоблення нової будівлі Єнського університету тощо. Також часто виконував представницькі обов'язки.

### Подальші роки
З початком Першої світової війни Ернст 8 серпня 1914 року поступив на службу в чині підполковника a la suit 2-го Тюринзького піхотного полку № 32 на Західний фронт. У 1915 році був призначений командиром 2-го мисливського полку в Альпійський корпус в Тиролі. Отримав звання полковника. На початку 1916 року його полк був переміщений у Верден. У серпні того ж року він очолив 43-ю піхотну бригаду, а 1 листопада 1918 року — 22-у піхотну бригаду.

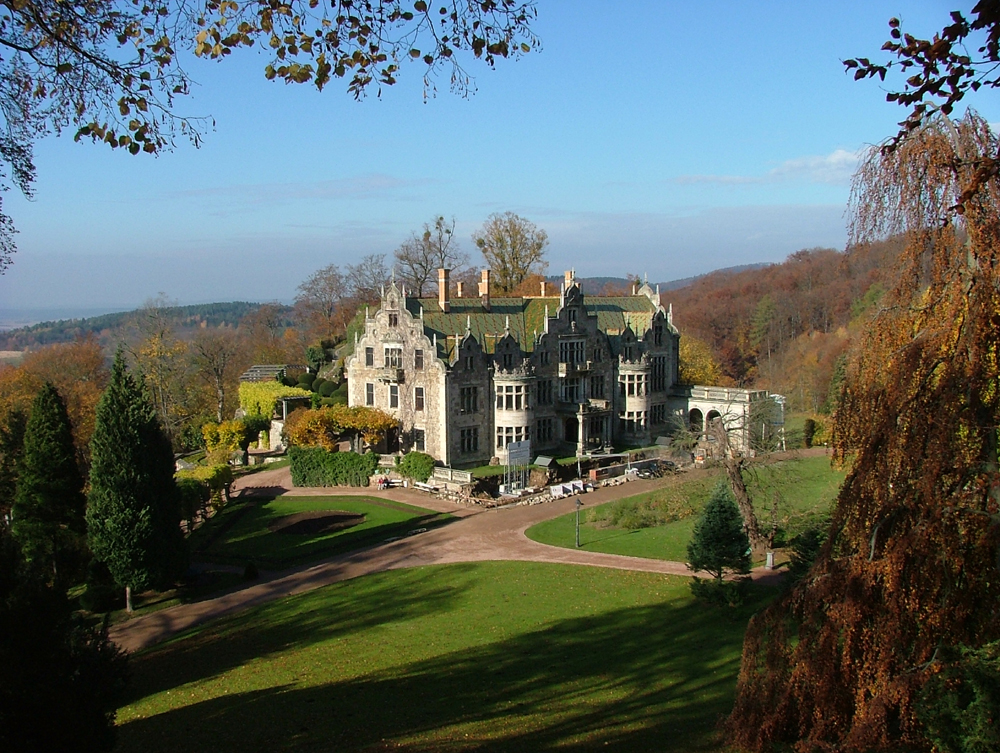
Замок Альтенштайн

Його брат Бернхард, який з червня 1914 року був герцогом Саксен-Майнінгена, зрікся престолу 10 листопада 1918 року. Ернст, як спадкоємець, 12 листопада підтвердив зречення для місцевого ландтагу. В тому ж році переїхав із родиною до будинку свого друга Германа Літца у селищі Гаубінда поблизу Гельдбурга. У 1921 році переселився до власного новозбудованого дому в Гаубінді. Певний час працював вчителем малювання у Ландшюльгаймі, потім повернувся до живопису.
У 1928 році успадкував номінальний титул герцога Саксен-Майнінгенського. Фактичним правителем ніколи не був. Втім, у власності герцогської родини залишались Великий і Малий палаци Майнінгена та замок Альтенштайн.
Помер принц, переживши чотирьох своїх дітей, у віці 82 років у замку Альтенштайн. Похований на парковому цвинтарі Майнінгена. Катаріна після його смерті продала замок Альтенштайн державі Тюрингія.
Титул герцога Саксен-Майнінгену перейшов до його старшого небожа — Георга.

## Родина
Дружина — Катаріна Єнсен
Діти:

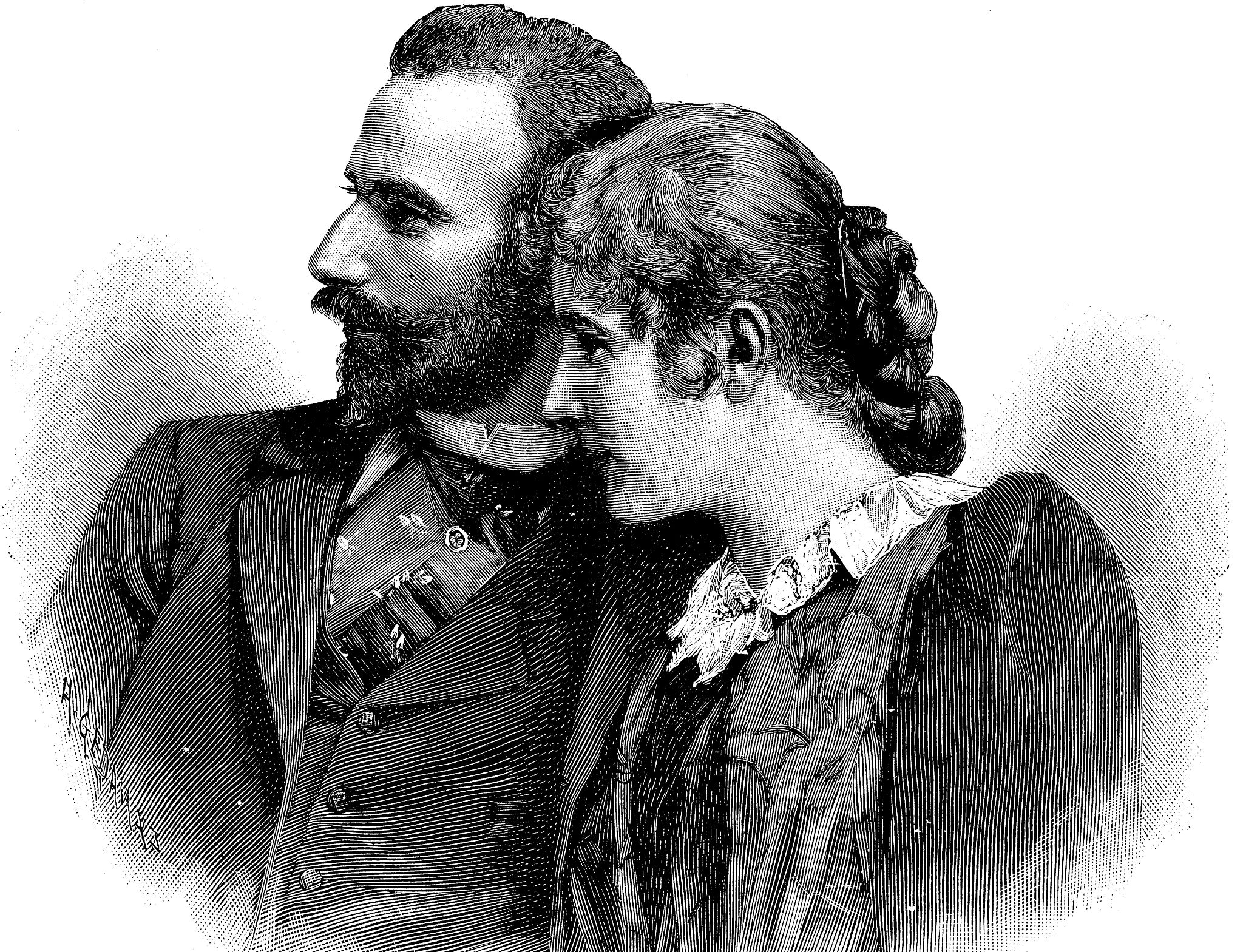
Ернст із Катаріною, 1893

- Георг Вільгельм (1893—1916) — барон фон Заальфельд, загинув в Ля-Басе під час Першої світової війни, одруженим не був, дітей не мав;
- Єлизавета (1895—1934) — баронеса фон Заальфельд, дружина доктора Йоганна Дукена;
- Ернст (1896—1915) — барон фон Заальфельд, загинув в Кельме під час Першої світової війни, одруженим не був, дітей не мав;
- Ральф (1900—1947) — барон фон Заальфельд, був двічі одруженим, мав шестеро дітей;
- Свен Ганс (1903—1998) — барон фон Заальфельд, був одружений з Елізабет Фауст, мав п'ятеро дітей;
- Генріх (1908—1941) — барон фон Заальфельд, загинув під час Другої світової війни, коли його літак був збитий над Англією, був одружений з Рут Верербе, мав четверо дітей.